# Кнапп, Герман Георг
Герман Георг Кнапп (нем. Hermann Georg Knapp; 13 апреля 1828, Швенди — 1890) — немецкий диалектный поэт, журналист и независимый учёный.

## Биография
Кнапп был сыном учителя-католика и вырос в музыкальной семье. Сначала учился в средней школе в Биберах-ан-дер-Рис, затем изучал богословие в колледже святого Йозефа в Эингене, в Вильгельмсштифте в Тюбингене и, наконец, во Фрайбургском университете, однако не поступил в духовенство. Классическая филология, современные языки (особенно итальянский), средневерхненемецкая поэзия и история искусств привлекали его больше, чем богословие.
После завершения учебы Кнапп путешествовал по Германии, Франции, Швейцарии и Италии в 1854 — 1855 годах. В Риме он общался с местными немецкими художниками (так называемыми немецкими римлянами), в том числе с Петером фон Корнелиусом, Францем фон Роденом, Вильгельмом Ахтерманом. Эти встречи определили его решение обратиться к писательству. Его дружба с голландским писателем и композитором Николаасом Адрианом Янссеном, с которым он познакомился на озере Комо, воодушевила его на это.
После своего возвращения из Италии он жил в разных местах, в деревнях, провинциальных посёлках и крупных городах, где его вдохновили на написание стихов на швабском диалекте встречи с фермерами, горожанами и ремесленниками. Его резиденциями были Урзендорф, Ридлинген, Лаупхайм, Эмеркинген, Мундеркинген, Ульм и Биберах. В Ульме он редактировал «Ulmer Tagblatt» и «Schwäbisches Wochenblatt» в 1862 году, а в Биберахе в 1863 году — «Rißboten».
В 1862 году он женился на Виктории Магг из Лаупхайма, настоящей жительнице Верхней Швабии, которая оказала большое влияние на всю его поэзию на диалекте.
В 1864 году он переехал в Штутгарт, где работал независимым исследователем языков и музыки.